# Pequot
Els pequot són una tribu algonquina de Nova Anglaterra, el nom de la qual prové de pekawatawog, pequttoog, o Paquatanog "destructor". Eren dividits en nombrosos grups, dels quals avui només en resten dos:
- Els Mashantucket, que han constituït la Mashantucket Pequot Nation, i viuen a Connecticut.
- Els Mohegan, que s'uniren als Brotherton Indians i la majoria viu a Nova York.

## Localització
Vivien als marges dels rius Connecticut i Thames, al comtat de New London, vora el riu Niantic, i controlaven New Haven i Guilford. Actualment tenen una petita reserva estatal al riu Mystic.

## Demografia
El 1630 eren uns 3.000 individus, però el 1676 foren reduïts a 1.500. Es reduïren de tal manera que el 1832 només en quedaven 40. El 1910 n'hi havia inscrits 66 a Connecticut, però havien augmentat a 200 el 1960 i el 1990 hi havia 700 reconeguts. Pel que fa als mohegan, el 1643 eren 2.500 individus, però el 1980, segons Asher, hi havia 1.400 amb montauks i narragansett. Segons dades de la BIA del 1995, a la Reserva Mashantucket Pequot de Connecticut hi vivien 155 individus. A la Reserva Mohegan de Connecticut hi vivien 642 individus (564 en el rol tribal). Segons el Cens dels EUA del 2000, hi havia 2.797 pequot i 2.428 mohegan.

## Costums
Conreaven blat de moro, caçaven animals del bosc i pescaven als rius, com els altres algonkins de la costa. Llurs habitacions eren cabanes d'escorça anomenades wigwam. Els homes vestien pantalons de pell, polaines i mocasins còmodes, i les dones faldilles de pell i mantells o túniques. També creien en els manito (poders per visions). Cada fracció tenia un sachem o cabdill, i els xamans eren poderosos i importants. Les principals ciutats pequot han estat Aukumbumsk, Cosattuck, Cuppunaugunnit, Mangunckakuck, Maushantuxet, Mystic, Nameaug, Paupattokshick, Pawcatuck, Sauquonckackock, Stonington, Tatuppequauog i Weinshauks.

## Història
Des del 1620 vivien mà a mà amb els colons blancs, comerciaven amb neerlandesos i anglesos al riu Connecticut i a la badia de Narragansett. També van apoderar-se d'alguns territoris dels extints massachussets. Potser eren uns 6.000.
Eren la tribu més poderosa de Connecticut. El 1633-1634 patiren una epidèmia de verola i foren reduïts a 3.000; els colons intentaren comprar-los les terres, i com que es negaren, començaren els pillatges. Llur cabdill Sassacus va cometre alguns ultratges als blancs en venjança d'altres que aquests havien comès. I amb l'excusa d'haver mort un comerciant de Boston a Black Island l'estiu del 1636, el 1637 els bostonians organitzaren una la expedició punitiva dirigida per John Mason, que cremaren viles i camps, ajudat pel cap proscrit Uncas, cap de la facció dels mohegan, escindida dels pequot, qui amb 70 homes ajudà els milicians. Com que volien les terres, cremaren campaments i mataren a espasa. El 25 de maig del 1637 uns 600 indis, inclosos dones i nens, foren exterminats a la massacre de Fort Mystic, on els clergues puritans excitaren la violència dels milicians. Aleshores se separaren en petites bandes. Sassacus i d'altres aconseguiren escapar, però foren morts pels mohawkss i la resta foren venuts com a esclaus.
Per la seva banda, els mohegan absorbiren part dels pequots supervivents, i el 1643-45 ajudaren als colons contra els narragansetts, i van rebre una concessió de territori com a reserva que es va mantenir vigent fins al 1773. Endemés, el 1673 ajudaren els colons contra els wampanoag. D'aquesta manera, el 1674 passaren de tenir 4.000 guerrers a tenir-ne només 300. El 1655 foren posats sota control del govern i s'alliberaren els darrers que continuaven com a esclaus, de manera que s'establiren als marges del riu Mystic. Finalment, el 1667 els Mashantucket Pequot, únics supervivents, aconseguiren una reserva al riu Mystic (SE Connecticut).

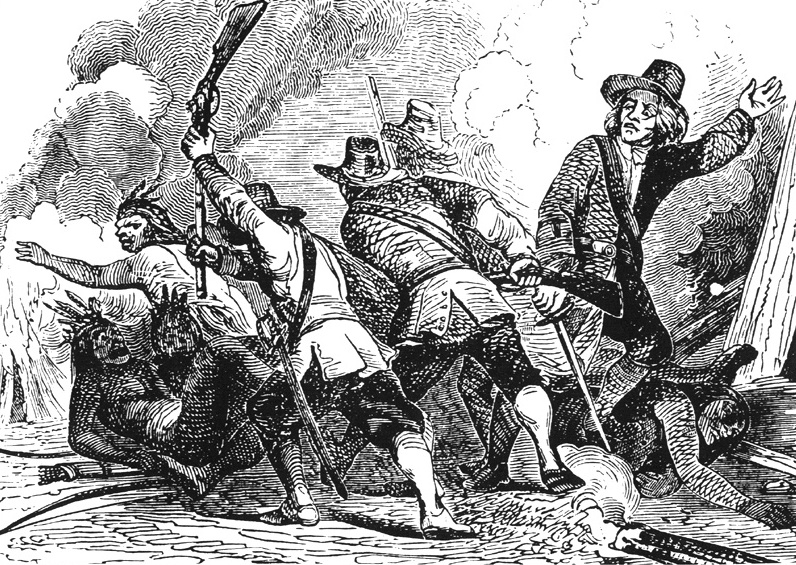
Atac dels colons als pequots de Fort Mystic (Llibreria del Congrés dels EUA)

Pel que fa als mohegan, quan es van estendre els establiments blancs, van vendre la major part de llurs terres i es van recloure en una petita reserva al comtat de New London. La seva vila, Mohegan, avui és la ciutat del mateix nom, el 1683. Alguns dels caps de la tribu han estat Henry Matthews/Wegun (1902-1903), cisteller; Occum/Lemuel Fielding (1903-1928). Baix, Everett Fielding (1929-1935) i Peegee Uncas/Julian Harris (1935-1937)Matahga/Burrill Fielding (1937-1952), Harold Albert Tantaquidgeon (1952-1970), Little Hatchet/ Courtland Fowler (1970-1991) i Ralph Sturges (1992-?)
Llur nombre va minvar quan foren envoltats pels colons blancs, que van formar la Colònia de Connecticut. Molts s'uniren als scaticook, però el 1788 la majoria, comandada per Samson Occom, s'unií als indis Brotherton de Nova York. El 1856 Conecticut va vendre 600 dels seus acres sense permís Així el 1910 només uns 66 vivien a la reserva. El 1976 guanyaren per llei que els retornessin les terres i 700.000 $ d'indemnització, i el 1983 foren reconeguts federalment com a tribu els Mashantucket Pequot.
El 1986 arribaren a un acord amb el govern de Connecticut per a obrir un bingo el 1992 a Foxwoods, que els dona uns guanys anyals de 10 milions $. Nogensmenys, el 1983 el president Ronald Reagan va vetar una petició de terres dels mohegan a Connecticut. El 1994, però, els Mohegan foren reconeguts com a tribu.
El maig del 1996 s'enfrontaren al magnat Donald Trump a causa del casino de Foxwoods, ja que uns 350 indis de la reserva rebien 600 milions de pts en joc i donaven feina a 12.000 persones. El cap de la tribu, Richard Hayward, anuncià un pla per recuperar les drassanes històriques de l'estat per tal de fer un ferri i portar jugadors a la reserva.
Screaming Eagle és el cap de la tribu des del 2000.

## Llista de pequot i mohegan
- Sassacus
- Uncas
- Samson Occom
- William Apess
- Fidelia Fielding
- Emma Baker
- Gladys Tantaquidgeon
- Clarence Freeman
- Melissa Jayne Fawcett